# José Domingo Ulloa
José Domingo Ulloa Mendieta (ur. 24 grudnia 1956 w Chitré) – panamski duchowny katolicki, arcybiskup metropolita Panamy od 2010.

## Życiorys
17 grudnia 1983 otrzymał święcenia kapłańskie. Po święceniach wstąpił do Zakonu Świętego Augustyna, gdzie w 1991 złożył śluby wieczyste. Był m.in. wykładowcą seminarium św. Józefa w Panamie, wikariuszem biskupim ds. zakonów tamtejszej archidiecezji, proboszczem katedry w Chitré i wikariuszem biskupim ds. zakonów tejże diecezji, a także wikariuszem prowincjalnym swego zgromadzenia.

### Episkopat
26 lutego 2004 został mianowany biskupem pomocniczym archidiecezji panamskiej, ze stolicą tytularną Naratcata. Sakry biskupiej udzielił mu abp José Dimas Cedeño Delgado.
18 lutego 2010 został mianowany arcybiskupem metropolitą Panamy.
W latach 2007–2011 był sekretarzem generalnym, zaś w latach 2013-2019 przewodniczącym Konferencji Episkopatu Panamy. W latach 2012–2016 pełnił urząd przewodniczącego Sekretariatu Episkopatów Ameryki Środkowej i Panamy.